# Pseudocyttus
Pseudocyttus is een monotypisch geslacht van straalvinnige vissen uit de familie van oreos (Oreosomatidae).

## Soort
- Pseudocyttus maculatus Gilchrist, 1906